# Archidiecezja Malanje
Archidiecezja Malanje – diecezja rzymskokatolicka w Angoli, powołana w 1957. W 2011 podniesiona do rangi archidiecezji.

## Biskupi diecezjalni
- Biskupi Malanje
  - Bp Manuel Nunes Gabriel (1957–1962)
  - Bp Pompeu de Sá Leão y Seabra, C.S.Sp. (1962–1973)
  - Abp Eduardo André Muaca (1973–1975)
  - Bp Alexandre do Nascimento (1975–1977)
  - Bp Eugénio Salessu (1977–1998)
  - Bp Luis María Pérez de Onraita Aguirre (1998–2011)

- Arcybiskupi Malanje
  - Abp Luis María Pérez de Onraita Aguirre (2011–2012)
  - Abp Benedito Roberto CSSp (2012–2020)
  - Abp Luzizila Kiala (od 2021)